# Santuario de la Madre María de San José
El Santuario de la madre María de San José es un complejo religioso católico ubicado en el centro de la ciudad de Maracay, la capital del estado Aragua, al centro norte del país sudamericano de Venezuela. El espacio alberga un sitio donde se celebran misas, un museo que expone la vida y obra de la beata María de San José (Laura Evangelista Alvarado Cardozo) y un lugar donde se colocan placas de agradecimiento por parte de fieles católicos.
El santuario fue construido en reconocimiento a Laura Evangelista Alvarado Cardozo, una monja católica nacida en Aragua en 1875, que fue declarada venerable en marzo de 1992 y beata en marzo de 1994. En ambos casos durante el pontificado del papa Juan Pablo II. Durante su vida recorrió diversos lugares de Venezuela creando hospitales, asilos, orfanatos y colegios. Cuando fue exhumada en 1994 su cuerpo se mantenía intacto y hoy es exhibido en el santuario.